# Thirawooth Sruanson
Thirawooth Sruanson (thailändisch ถิรวุฑ สรวลสรรค์, * 10. November 2001) ist ein thailändischer Fußballspieler.

## Karriere

### Verein
Thirawooth Sruanson erlernte das Fußballspielen in der Schulmannschaft der Suankularb Wittayalai School sowie in der Jugendmannschaft von Leicester City im englischen Leicester. Seinen ersten Vertrag unterschrieb er Ende 2019 bei Muangthong United. Der Verein aus Pak Kret, einem nördlichen Vorort der thailändischen Hauptstadt Bangkok, spielte in der ersten Liga des Landes, der Thai League. Von Januar 2020 bis November 2020 wurde er an den Ayutthaya United FC ausgeliehen. Mit dem Verein aus Ayutthaya spielte er in der zweiten Liga, der Thai League 2. Ende November 2020 kehrte er zu SCG zurück. Der in Bangkok beheimatete Zweitligist Kasetsart FC nahm ihn Ende Dezember 2020 unter Vertrag. Sein Zweitligadebüt für Kasetsart gab er am 17. Februar 2020 im Auswärtsspiel gegen den Chiangmai United FC. Hier stand er in der Startelf und stand die kompletten 90 Minuten im Tor. Am Ende der Saison 2023/24 belegte er mit Kasetsart den 16. Tabellenplatz und musste somit in die dritte Liga absteigen. Nach dem dem Chiangmai FC die Lizenz verweigert wurde, verblieb Kasetsart in der zweiten Liga.

### Nationalmannschaft
Thirawooth Sruanson spielte 2019 einmal in der thailändischen U18-Nationalmannschaft. Hier kam er in einen Freundschaftsspiel gegen Neuseeland zum Einsatz. 2023 nahm er mit der U22 an den Südostasienspielen teil. Hier erreichte er in Phnom Penh mit dem Team das Finale. Das Endspiel wurde im Elfmeterschießen gegen Indonesien verloren. Seit März 2023 spielt er auch für die U23-Mannschaft.